# Торада

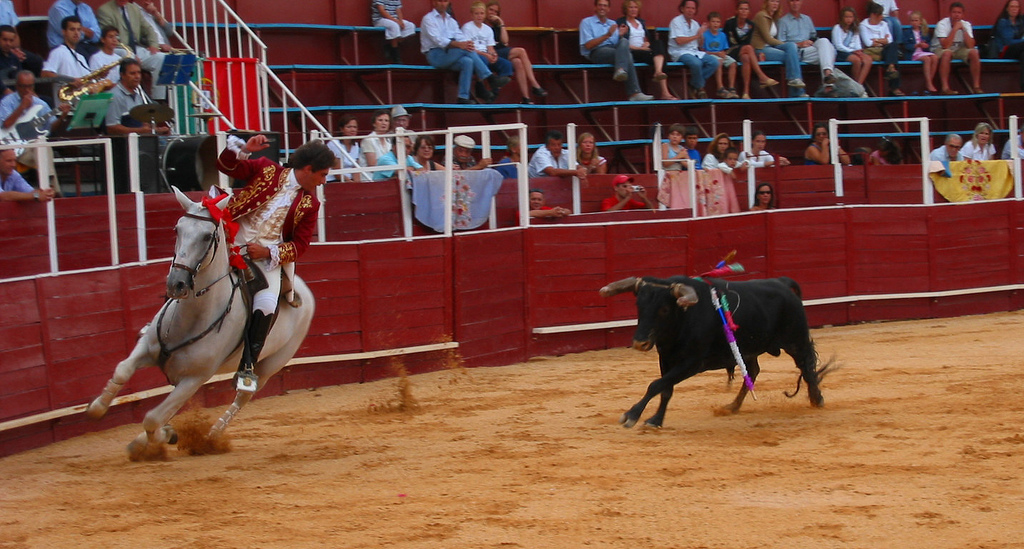
Кабалейро

Торада (порт. tourada) — португальська варіація бою з биком.
Він дещо відрізняється від іспанської кориди. З 19 століття на ній не вбивають бика (корида іспанського типу з вбивством тварини може проводитися в прикордонних областях). Хоча в тораді часто беруть участь і піші матадори (які проводять з биком ті ж дії, що і в Іспанії, за винятком його вбивства), класичний португальський бій биків включає кінну частину (головний учасник — вершник-кавалейру — cavaleiro) і частину, в якій вісім неозброєних «фуркаду» вгамовують і відводять бика. 

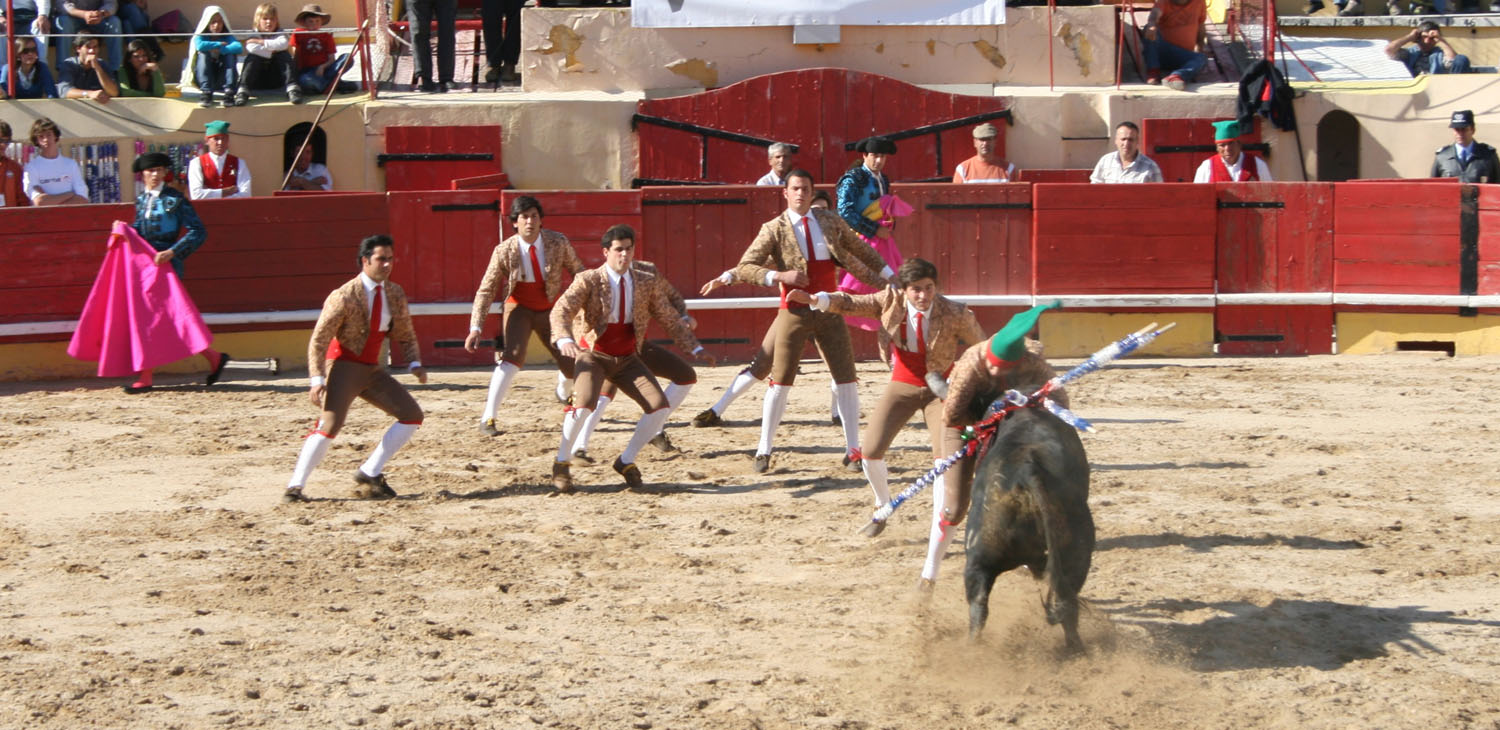
Команда фуркаду

Команда фуркаду, одягнених у світлі костюми, намагається зловити бика за роги під час його атак і повністю вимотати його. Вони виступають окремо, після того, як кавалейру закінчить свій виступ. Раніше, коли на арені для бою биків існували сходи, що вели з арени прямо в Королівську Ложу, фуркаду наймалися для того, щоб бик не забрався на ці сходи. При цьому вони користувалися жердиною завдовжки приблизно 1,7 метрів з наконечником у вигляді півмісяця. Ця жердина називалася «forcado» (значення близьке до слова «вилка», хоча інше буквальне значення слова — «повішений»). Звідти і йде назва «фуркаду». У наш час ці жердини використовуються тільки під час парадів перед боєм биків (cortesias — «куртезіаш» — португальська назва ходу учасників бою биків) або в історичних виставах. Після того, як фуркаду завершують свій виступ, бик виводиться з арени живим, але потім зазвичай убивається в загородах арени.